# Мне по кайфу!
Красивый бизнес (англ. I Feel Good) — французская лента 2018 года про пожилого мужчину, который всю свою жизнь одержим мечтой разбогатеть. На этот раз он попытается немного заработать на пластической хирургии.

## Сюжет
Человек по имени Жак идет по улице в халате. Он встречает свою сестру Моник. Жак просит убежище на несколько дней. Как оказалось, халат он взял в отеле из которого сбежал, не заплатив счет. Герой снимал номер, чтобы оказывать сексуальные услуги пожилым женщинам. Мужчина рассказывает сестре о новой идее. Он встретил своего одноклассника Путрана который перенес много пластических операций, а теперь у него успешная работа и красавица-жена, хотя в школе его все время дразнили. Операции не были дорогими, потому что делал их в Болгарии. Теперь Жак планирует организовывать такие поездки для клиентов.
После рекламной кампании появляются первые клиенты. Моник считает брата больным, поэтому отводит к врачу. Встреча не состоялась. Жак быстренько организует первую поездку. Неожиданно все клиенты отказываются от операций, потому что деньги поступили от Моник: она продала ценности, чтобы брат не разочаровывался. Он спешит к сестре, чтобы извиниться, но попадает в аварию. После операции он отказывается от своих идей, а идет работать к сестре — помогать людям.

## В ролях
- Жан Дюжарден — Жак Пора
- Иоланда Моро — Моник Пора, сестра
- Жан-Бенуа Югё — Винсент
- Яна Биттнерова — Беатрис
- Ксавье Матье — Путран, одноклассник
- Лу Кастель — Грегори
- Жоэль Сериа — месье Пора, отец
- Жанна Гупиль — мадам Пора, мать